# Cwm Ivy Marsh

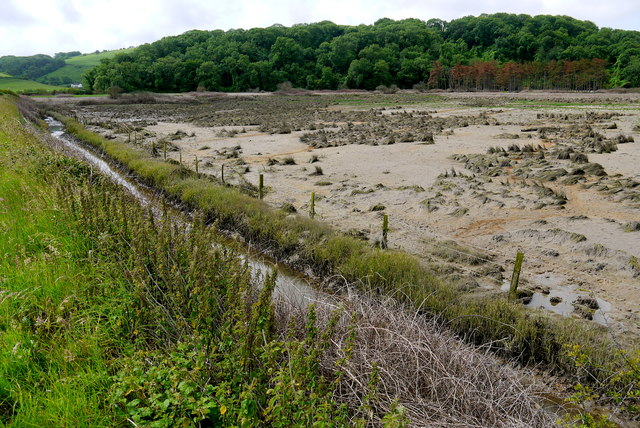
Die Cwm Ivy Marsh im Sommer 2015 vom Damm aus fotografiert

Die Cwm Ivy Marsh (ˈkum aivi mɑːʃ) ist eine in den 2010er-Jahren renaturierte Salzwiese im Nordwesten der Gower-Halbinsel in Südwales. Das unter Schutz stehende Areal war für mehrere Jahrhunderte vom Meer durch einen Damm getrennt und wurde als Weideland genutzt. Anfang der 2010er-Jahre entschied der Eigentümer, der National Trust, das Areal wieder der Natur zurückzugeben, insbesondere vor dem Hintergrund des steigenden Meeresspiegels und der Bedrohung ähnlicher Ökosysteme in der Umgebung. Die Renaturierung begann 2013/2014 mit dem geduldeten Bruch des Dammes und brachte binnen weniger Monate die Grundlage für ein Salzwiesenbiotop hervor.

## Geographie
Die Cwm Ivy Marsh ist ein Stück Land, das an der Nordwestküste der Gower-Halbinsel nahe Swansea in Südwales liegt. Unweit östlich des heutigen Salzwiesenareals liegt die natürliche Salzwiese Llanrhidian Marsh. Die Cwm Ivy Marsh selbst grenzt im Osten an ein Areal namens The Groose, das zum Ästuar des River Loughor gehört. Auch dort gibt es eine Marsch namens Landimore Marsh, die direkt an die Cwm Ivy Marsh angrenzt. Im Süden grenzt die Feuchtwiese an ein Waldgebiet namens Cwm Ivy Woods. Der namensgebende Weiler Cwm Ivy liegt an der südwestlichen Ecke der Cwm Ivy Marsh, an der nordöstlichen Ecke wiederum befindet sich das Burrows Cottage, das dem National Trust gehört. Unweit nördlich der Cwm Ivy Marsh liegt der breite Sandstrand Whiteford Sands. Mit dem Cwm Ivy Woods, diesem Sandstrand, der Cwm Ivy Marsh als Wiesenbiotop und einer etwas weiter entfernt liegenden Felsformation namens Cwm Ivy Tor umfasst die Nordwestspitze Gowers verschiedenste Küstenbiotope, was sie beinahe einzigartig macht. Am Rand der Feuchtwiese führt der Wales Coast Path entlang. Die Cwm Ivy Marsh umfasst gut 39 Hektar.

## Geschichte

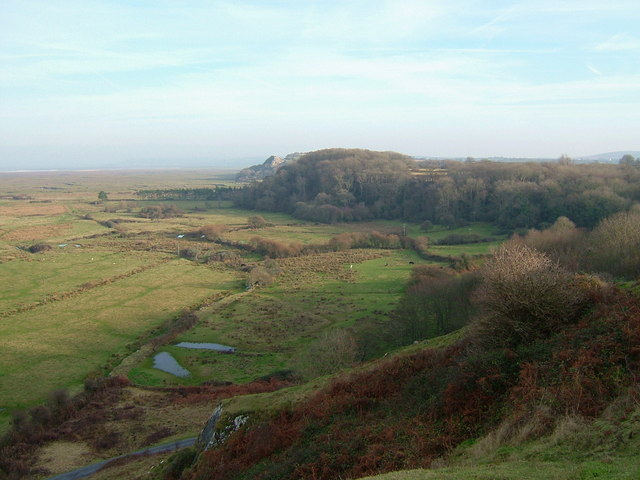
Blick über die Cwm Ivy Marsh 2003 (vom Cwm Ivy Tor, am rechten Bildrand die Cwm Ivy Woods)

Die heutige Cwm Ivy Marsh war früher Bestandteil des Ästuars des River Loughor und bildete ein buchtartiges Areal, das je nach Gezeit überflutet war oder trocken lag. Bereits im späten Mittelalter und in der frühen Neuzeit wurde mit der Entwässerung des Areals begonnen, um Land zu gewinnen. Dieser Prozess wurde im 17. Jahrhundert mit dem Bau eines Dammes finalisiert, wodurch das Areal der heutigen Cwm Ivy Marsh endgültig trockenfiel. Die Cwm Ivy Marsh wurde fortan als Weideland genutzt, insbesondere für Schafe. In den folgenden Jahrzehnten und -hunderten wurde der Damm regelmäßig erweitert, ausgebaut und repariert, um ein Eindringen des Meereswassers in die Cwm Ivy Marsh zu verhindern. Dennoch entwickelte sich das Areal zu einer Feuchtwiese, wenngleich vornehmlich Süßwasser an dieser Entwicklung mitwirkte. Zur Entwässerung wurde zum Meer hin ein Schütz errichtet, der bei Bedarf bei Ebbe Süßwasser ins Watt abströmen lassen konnte (Lage).
Ab Mitte der 2000er-Jahre suchten staatliche Organisationen nach Flächen, die man möglicherweise zu Salzwiesen renaturieren oder umgestalten konnte. Maßgeblicher Grund war der durch den Klimawandel immer weiter ansteigende Meeresspiegel. Bereits bei einem Anstieg von etwa einem Meter dürften verschiedene Salzwiesenbiotope im Loughor-Ästuar wie auch in der weiter definierten Carmarthen Bay verschwinden. Dadurch würden auch die dortigen, einmaligen Ökosysteme zerstört werden. Auch die nahe Llanrhidian Marsh ist dadurch langfristig in Gefahr. Um einen möglichen Verlust dieses Biotops kompensieren zu können, sahen sich regionale Umweltbehörden nach Ersatzflächen um. Diese Ersatzfläche fand man mit der Cwm Ivy Marsh, was dadurch begünstigt wurde, dass das Land bereits dem National Trust gehörte. Die endgültige Entscheidung für die Cwm Ivy Marsh fiel 2012. Allerdings war die Marsch ja immer noch von ihrem Damm geschützt. Ein Dammbruch aber würde, so der Plan des National Trusts, dazu führen, dass die Cwm Ivy Marsh bei Flut überschwemmt werden würde. Dadurch solle sie sich langsam zu einer Salzwiese entwickeln, womit man ein zusätzliches Salzwiesenbiotop in der Gegend hätte. Ferner würde ein solches neues Biotop als weiterer guter Kohlenstoffdioxidspeicher fungieren.
An dieser Stelle kam den Behörden der Zufall entgegen. Bereits im Laufe der Zeit war der Damm durch den steigenden Meeresspiegel nach und nach etwas weniger effizient geworden. Im November 2013 kam es in der Region zu andauerndem Starkregen und hohen Pegelständen innerhalb der Marsch, die durch den Schütz nicht mehr abgelassen werden konnte. Durch den zu hohen Wasserdruck bildete sich nahe dem Schütz ein Loch im erdbodennahen Bereich des Dammes, das sich durch weitere Winterstürme immer mehr vergrößerte. Alsbald floss so auch Salzwasser auf die Feuchtwiese, allerdings noch in sehr geringem Maße. Eine Reparatur des Dammes wäre möglich gewesen, aber der National Trust entschied sich gemäß seiner Strategie dazu, den Damm nicht mehr zu reparieren, sondern ihn auf natürliche Weise brechen zu lassen. Damit wurde passiv auch die Renaturierung der Cwm Ivy Marsh begonnen, die wieder in das natürliche Ökosystem des Ästuars integriert werden sollte.
Für die genaue Umsetzung der Renaturierung gab es unterschiedliche Pläne. Das bestehende Leck im Damm stand zwar als Ausgangspunkt fest, es gab aber zum Beispiel Vorschläge, das Leck künstlich zu erweitern oder weitere Dammbrüche herbeizuführen. Interimsweise entschied man sich aber gegen diese Pläne: Das Leck sollte den Damm ohne weitere künstliche Einflüsse brechen lassen, auch die Renaturierung sollte weitgehend ohne menschliche Hand vonstattengehen. Zusätzliche Dammbrüche sind laut diesem Plan zwar erwünscht, werden aber ebenfalls nicht aktiv herbeigeführt. Diese Strategie wurde später nach Beratungen mit der City and County of Swansea offiziell bestätigt. Die Projektleitung übernahm die staatliche Organisation Natural Resources Wales, der National Trust koordinierte das Unterfangen. Das Unterfangen an sich war das erste seiner Art in Wales und hatte bereits zu Beginn den Anspruch, als Fallbeispiel und Vorbild für zukünftige Projekte zu dienen.

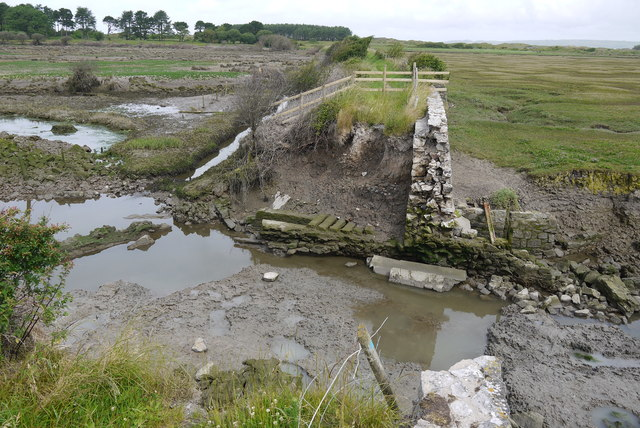
Der Dammbruch im Sommer 2015 (fotografiert von Süden her)

Während eines Sommersturms im August 2014 brach der Damm im Bereich des Schützes endgültig. Damit begann die eigentliche Transformation des Areals, die vom National Trust nicht beeinflusst wurde. Die Cwm Ivy Marsh wurde vielmehr Teil des Shifting-Shores-Programmes des National Trusts, mit dem die Renaturierung küstennaher Areale begleitet und gefördert wird. Tatsächlich wird das Areal nun bei Flut überschwemmt und entwickelte sich im Laufe der folgenden Monate zu einer Salzwiese mit entsprechendem Ökosystem. Daneben verblieben kleine Reste der Süßwasser-Feuchtwiesen. Der Damm selbst brach zwar nicht an anderen Stellen, der bestehende Dammbruch erweiterte sich aber bis 2015 auf mehrere Meter Länge. Der Dammbruch hatte ferner auch eine Auswirkung auf den Wales Coast Path. Dieser hatte bislang über den Damm und weiter an Süd- und Westgrenze der Cwm Ivy Marsh entlanggeführt, durch den Dammbruch war diese Route aber nicht mehr begehbar. Eine Ersatzroute wurde entlang der Nordgrenze der nunmehrigen Salzwiese geschaffen. Zur Beobachtung des neuen Ökosystems wurden unter anderem zwei Vogelbeobachtungstürme erbaut. Während des Renaturierungsprozesses wurden verschiedene Interessenvertreter angehört und auch öffentliche Vorstellungs- und Diskussionsrunden abgehalten. Daneben wurden auch Studien zu den wahrscheinlichen Auswirkungen verfasst. Nichtsdestotrotz stieß das Projekt in der Bevölkerung auf einige Kritik, insbesondere wegen der Zerstörung der vormaligen Kulturlandschaft und der Unterbrechung des Wales Coast Path.
Die Cwm Ivy Marsh ist Bestandteil der Area of Outstanding Natural Beauty der Gower-Halbinsel. Daneben ist es auch Teil der Gower Heritage Coast und gilt als Landscape of Outstanding Historic Interest. Hierbei bildet es eine eigene Landscape Character Area. Zudem ist es Teil der Site of Special Scientific Interest Cwm Ivy Marsh and Tor.

## Flora und Fauna
Vor der Flutung des Gebietes bestand die Cwm Ivy Marsh aus ausgedehntem Grasland, auf dem vereinzelt Bäume standen. Insbesondere das Gras erstarb nach der Flutung binnen weniger Tage. Über die folgenden Monate starben auch die Bäume, die größtenteils im Frühjahr 2015 bereits Totholz waren. Bei diesen Bäumen handelte es sich vor allem um Schwarzkiefern und Weiden. Vier Monate nach dem Dammbruch wurde die Cwm Ivy Marsh nach und nach von typischen Salzwiesenpflanzen bewachsen, die von dem nährhaften, angespülten Schlamm mit seiner Mikrofauna profitieren konnten. Zu diesen Pflanzen gehörten das Echte Löffelkraut, mehrere Arten der Gattung der Queller, die Strand-Sode, die Strand-Grasnelke, Schuppenmieren und Arten der Gattung Derbesia, aber auch der Gemeine Darmtang, die Strand-Aster, der Strand-Dreizack, der Strandflieder und die Art Sesuvium portulacastrum. Im südlichen Teil der Cwm Ivy Marsh entwickelte sich eine größere Kolonie von Schilfrohr. Insgesamt siedelten sich nach der Renaturierung über 150 Pflanzenarten an. Der Transformationsprozess der Flora war ungefähr im Juni 2015 weitgehend abgeschlossen. Die Salzwiesenflora bietet seitdem ein Reservoir für die unterschiedlichsten Insektenarten.
Mit den Fluten kommen auch verschiedene Meerestiere auf die Marsch und suchen dort nach Nahrung. Beispiele dafür sind Krabben oder die Großkopfmeeräsche. Gleiches gilt zum Beispiel für die Nacktkiemer, den Schlickkrebs und mindestens eine Art der Gattung der Nereiden. Daneben siedelte sich auch die sehr seltene und sehr kleine Schmale Windelschnecke an. Auch die Vogelfauna ist nach der Renaturierung auf der Cwm Ivy Marsh vertreten: Es siedelten sich unter anderem einige Singvögel und Wasservögel an, zum Beispiel Kiebitze, Reiher, Eisvögel, Spechte, Schwalben, Feldlerchen und Brachvögel. Daneben wurden unter anderem Reptilien wie Ringelnattern, Blindschleichen oder Waldeidechsen, Amphibien wie die Erdkröte, Säugetiere wie Dachs, Rotfuchs und Otter und Großlibellen heimisch. Zusätzlich gab es Sichtungen eines Iltis, von Kornweihen und von Fischadlern. Letztere versucht man seit 2015 aktiv anzusiedeln, insbesondere mittels bereitgestellter Nistmöglichkeiten. Perspektivisch erhofft man sich eine Ansiedlung weiterer Tierarten, unter anderem von Rohrdommeln, Bartmeisen und Wühlmäusen. Langfristig gesehen soll die Cwm Ivy Marsh diversen Tierarten als „wichtige neue Futter- und Ruhestätte“ dienen und einen Schutzraum für das „besondere“ Ökosystem der Carmarthen Bay bieten.